# 매직 (드라마)
《매직》은 2004년 SBS에서 방송된 주말 특별기획 드라마이다. 마술을 통해서 사랑을 찾아가는 내용의 로맨틱 드라마이다.
그러나, 전작 파리의 연인이 그랬던 것과 마찬가지로 지나친 간접광고로 비난을 받았다.

## 등장 인물
- 강동원 - 차강재
- 김효진 - 윤단영
- 양진우 - 이선모
- 엄지원 - 하연진
- 최현우
- 윤용현 - 강치성
- 서인석 - 선모 부 이대해 역
- 강남길 - 강재 부 차풍호 역
- 이응경 - 김미정 역
- 이찬 - 오필승 역
- 이인 - 윤도영 역
- 정동환 - 오정만 역
- 이대연 - 양병수 역
- 정소영 : 여비서 역
- 정선우
- 김영숙 - 홍미래 역
- 임주환 : 차강재의 아는 동생 역

## OST
- SG 워너비 - The Story
- 김성필 - 빛
- 플라이젠 - 영원
- 이소정 - 단애

## 이모저모
- 당초 가제는 '주문을 걸어라'였으나 길고 어렵다는 비판 때문에 변경 작업이 이뤄졌다[2].
- 이응경(김미정 역)은 KBS 2TV 골프드라마 키스 미에 출연할 뻔 했지만 계절적인 제약과 제작상의 난점[3] 탓인지 무산되었으며 담당 PD(이민홍)는 성난 얼굴로 돌아보라로 급선회했는데 윤용현(강치성 역)은 이 작품 조연이었고 성난 얼굴로 돌아보라 담당 연출자 이민홍 PD는 <매직> 책임프로듀서 문정수 PD와 함께 KBS 형사 25시에서 연출자(이민홍)-조연출자(문정수)로 호흡을 맞춘 바 있었다.

## 결방 및 2회 연속 방영
- 2004년 9월 25일 : 9시 45분부터 추석특선영화 조폭 마누라 2 - 돌아온 전설 편성으로 결방
- 2004년 9월 26일 : 8시 45분부터 9~10회 연속
- 2004년 10월 9일 : 9시 45분부터 아시아청소년축구 결승전 중계 편성으로 결방
- 2004년 10월 10일 : 8시 45분부터 13~14회 연속